# Interestatal 395 (Distrito de Columbia-Virginia)
La Interestatal 395 (abreviada I-395) en Virginia es un ramal de 13 millas (21 km) de longitud que inicia en el cruce con la Interestatal 95 en Springfield, Virginia y termina en el cuadrante noroeste de Washington D. C.. Pasa debajo de la Explanada Nacional cerca del Capitolio y termina en un cruce en la U.S. Highway 50 en la Avenida Nueva York, a una milla (2 km) al norte del túnel Capitol.

## Descripción de la ruta

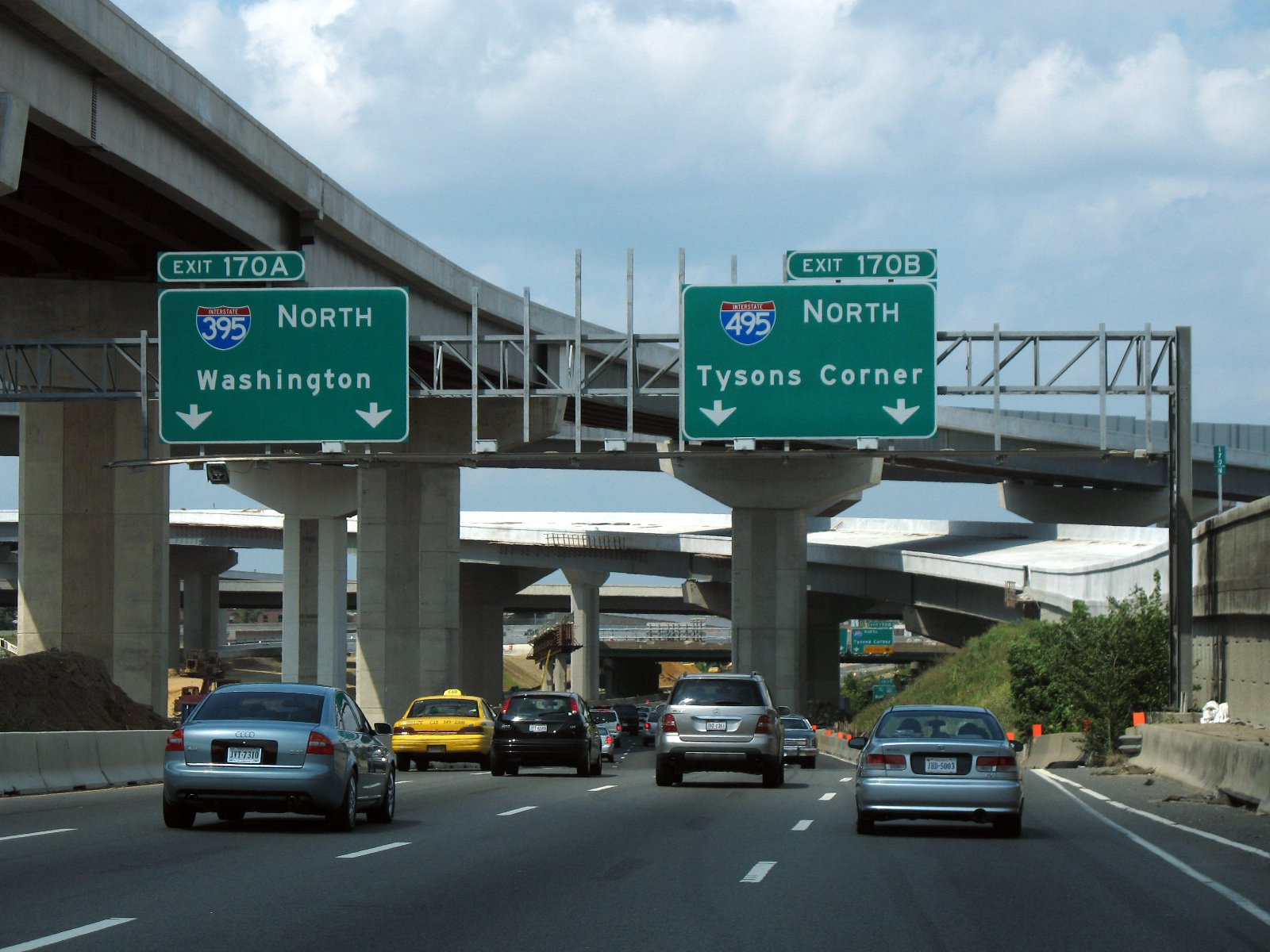
Virginia, Señales de tráfico para el Intercambio de Springfield (condado de Fairfax, Virginia)

### Springfield Interchange
La intersección donde la I-395, I-95, y el Anillo periférico Capital se encuentran, es llamado Springfield Interchange.
Aunque no oficialmente, esta interchange es también llamada The Mixing Bowl. Este apodo causa confusión, porque la intersección con la I-395, Washington Boulevard y Columbia Pike millas al norte, fue históricamente conocido con ese nombre, y aún sigue siendo reconocido por ese nombre por el Departamento de Transporte de Virginia.